# 오카무라 아케미
오카무라 아케미(일본어: 岡村 明美, 1969년 3월 12일 ~ )는 일본의 성우이다.

## 출연작

### TV 애니메이션
1992년
- 카리메로(프리실라)

1994년
- 무적용사 사자왕(시라누이)

1996년
- 아이들의 장난감(이시다)

1997년
- 대운동회 TV(미란다 아커 발터)

1999년
- 강철천사 쿠루미(카오리)
- 원피스 (나미),(스우), (아펠란드라)
- GTO(우에하라 안코)

2001년
- 후르츠 바스켓(밋짱)

2002년
- 베리베리 뮤우뮤우(마리코 선배)
- 피타텐(사샤)

2003년
- 디지캐럿뇨(프랑소와 우사다)
- 건퍼레이드 마치(시바무라 마이)

2005년
- 작안의 샤나(선대 염발작안의 토벌자 - 마틸다 생토메르)
- ARIA The Animation(아가사 혼다)

2006년
- 두 사람은 프리큐어 Splash Star (후프)

2007년
- 러브★콤플렉스 (코이즈미 리사)
- 자 가자! 다마고치 (마키코)

2008년
- 나츠메 우인장 (히노에)

2009년
- 쌍둥이 맑음 (미치코 선생님)
- 다마고치! (마키코)

2012년
- 다마고치! 꿈 키라 드림 (마마피아니치), (마키코)

2014년
- 해피니스 차지 프리큐어! (홋시와)
- GO-GO 다마고치! (마키코), (마마피아니치)

### OVA
1997년
- 대운동회 OVA(미란다 아커 발터)

### 극장판
1992년
- 붉은 돼지(피오 피콜로)

2004년
- ONE PIECE 저주받은 성검(나미)

2012년
- 원피스 필름 제트(나미)

2016년
- 원피스 필름 골드(나미)

2019년
- 원피스 스탬피드(나미)
- 원피스: 로맨스 던(나미)
- 코라쇼의 심해 두근두근 대모험!

2022년
- 원피스 필름 레드(나미)

### 게임
1996년
- 사쿠라 대전(후지이 카스미)

1998년
- 제노기어스(오퍼레이터)

2001년
- 디지캐럿 판타지(링)

2003년
- 테일즈 오브 심포니아(후지바야시 시이나)
- 이스I·II 이터널 스토리(레아)

2004년
- 마그나카르타 진홍의 성흔(레하스)

2006년
- 배틀 스타디움 D.O.N(나미)

2007년
- 프린세스 메이커 5(큐브)
- 테일즈 오브 팬덤 Vol.2 (후지바야시 시이나)

2008년
- 테일즈 오브 심포니아 라타토스크의 기사(후지바야시 시이나)

2011년
- 다마고치 콜렉션(마키코)